# サミラ・マフマルバフ
サミラ・マフマルバフ（سمیرا مخملباف, ラテン文字転写：Samira Makhmalbaf, 1980年2月15日 - ）は、イラン・テヘラン出身の映画監督。父親は同じく映画監督のモフセン・マフマルバフ。妹のハナも映画監督。

## 経歴

後左から実母ファテメ・メシュキニ（義母マルズィエ・メシュキニの妹）父マフマルバフ、前左から兄メイサムとサミラ。

14歳で学校を辞め、父モフセンの作った映画学校で5年間学んだ。初監督作品『りんご』は17歳の時の作品である。
2000年の『ブラックボード 背負う人』と2003年の『午後の五時』でカンヌ国際映画祭の審査員賞を受賞している。『午後の五時』では、女性監督として初のエキュメニカル審査員賞も受賞しており、2017年に河瀨直美が『光』で受賞するまで、唯一の女性受賞者であった。
カンヌやベルリン国際映画祭で審査員も務めている。

## 主な監督作品
- りんご Sib（1998年）
- ブラックボード 背負う人 Takhté siah（2000年）
- 11'09''01/セプテンバー11 11'09''01 September 11（2002年）
- 午後の五時 Panj é asr（2003年）
- Two-legged Horse（2008年）